# آنی‌کیفسکی
آنی‌کیفسکی (انگلیسی: Anikeyevsky) یک شهرک در شهرستان ایشیمبایسکی استان باشقیرستان کشور روسیه است.